# Selaginella tarokoensis
Selaginella tarokoensis là một loài dương xỉ trong họ Selaginellaceae. Loài này được Yamam. mô tả khoa học đầu tiên năm 1931.
Danh pháp khoa học của loài này chưa được làm sáng tỏ. 